# نوفايا تشيغلا
نوفايا شيغلا (بالروسية: Новая Чигла)‏ هو منطقة ريفية (أ سيلو) والمركز الإداري لمستوطنة نوفوتشيغولسكوي الريفية, منطقة تالوفسكي، فورونيج أوبلاست، روسيا. كان عدد السكان 2474 نسمه اعتبارا من عام 2010. هناك 42 من الشوارع.

## الجغرافيا
تقع نوفايا شيغلا على بعد 30 كم غرب تالوفيا (المركز الإداري للمنطقة) عن طريق البر. ستارايا شيغلا هي أقرب منطقة ريفية.